# ميخائيل جيفري
ميخائيل جيفري (بالإنجليزية: Michael Jeffrey)‏ (11 أغسطس 1971 بليفربول في المملكة المتحدة - ) هو لاعب كرة قدم بريطاني في مركز الهجوم. لعب مع بولتون واندررز وسكونثورب يونايتد وغريمسبي تاون ونادي دونكاستر روفرز ونادي روذرهام يونايتد ونادي كيلمارنوك ونيوكاسل يونايتد وفورتونا سيتارد.

## وصلات خارجية
- ميخائيل جيفري على موقع قاعدة بيانات كرة القدم.إي يو (الإنجليزية)
- ميخائيل جيفري على موقع Soccerbase.com (لاعب) (الإنجليزية)
- ميخائيل جيفري على موقع عالم كرة القدم.نت (الإنجليزية)